# Roland Bässler (Mediziner)
Roland Bässler (* 26. September 1926 in Niederwiesa) ist ein deutscher Arzt und Pathologe.

## Akademische Karriere
Nach dem Zweiten Weltkrieg holte er sein Abitur nach. Dann begann er ein Medizinstudium an der Friedrich-Schiller-Universität in Jena. 1948 wechselte er zur Universität Leipzig. Elf Jahre später folgte er Heinrich Bredt zur Johannes Gutenberg-Universität nach  Mainz. Dort habilitierte er 1963 und wurde sechs Jahre später zunächst zum außerplanmäßigen Professor und 1970 zum Wissenschaftlichen Rat und ordentlichen Professor ernannt. 1972 wechselte er nach Fulda und übernahm die Chefarztstelle am Pathologischen Institut des Klinikums Fulda. Dieses leitete er bis 1993.

## Publikationen (Auswahl)
- Pathologie der Brustdrüse, Springer, 1978

## Auszeichnungen und Ehrungen (Auswahl)
- 1983 Tagungspräsident der Deutschen Gesellschaft für Senologie
- 1985 Kongresspräsident und Vorsitzender der Deutschen Gesellschaft für Pathologie
- 1997 Deutsche Krebshilfe Preis zusammen mit Heinrich Maass[1]
- 2001 Rudolf-Virchow-Medaille der Deutschen Gesellschaft für Pathologie[2]